# Linia kolejowa nr 924
Linia kolejowa nr 924 – linia kolejowa łącząca Waliły Las ze Straszewem. Linia została otwarta w 1950 r., a jej długość wynosi 3,32 km.